# Taking Chances World Tour
Il Taking Chances World Tour è stato il dodicesimo tour di concerti della cantautrice canadese Céline Dion, a supporto del suo tredicesimo album in studio in lingua francese, D'elles, e del suo decimo in lingua inglese, Taking Chances.
La tournée segnò il ritorno dell’artista sulle scene dopo la sua residency A New Day..., tenutasi a Las Vegas nell’arco di cinque anni.
Il tour visitò cinque continenti, 25 Paesi e 88 città, per un totale di oltre 100 esibizioni dal vivo: i 67 spettacoli tenutisi negli Stati Uniti registrarono complessivamente più di un milione di spettatori paganti.

## Informazioni sul Tour
Lo show è diretto da Jamie King (conosciuto per aver lavorato con Madonna, Christina Aguilera e le Spice Girls). Céline Dion si esibisce con alcuni dei suoi più grandi successi e con diverse canzoni estratte dall'album inglese Taking Chances.
La durata è di due ore ed è diviso in quattro parti: soul, rock, Middle-Eastern e fashion-victim. Céline è supportata da 8 ballerini (4 maschi e 4 femmine).
L'inizio di ogni tappa è preceduto dalla proiezione di un video, registrato appositamente da Céline che per ogni show sceglie (o registra) un video apposito. In questi video guida un'automobile ad alta velocità, mentre scorrono degli highlights della sua carriera. Uno spezzone remixato di "I Drove All Night", infine, introduce l'entrata di Céline e l'inizio del concerto.
Jamie King si è unito al tour il 2 maggio 2008 a Manchester, nel Regno Unito. Dopo quella data, lo show non è stato più rappresentato su uno stage centrale (fatta eccezione per Tokio, in Giappone) per motivi logistici. Dopo due mesi e mezzo, Céline ha pensato di perfezionare il suo show creandone tre varianti: Una, la più utilizzata, consiste nell'esibire il repertorio in inglese e comprende l'utilizzo di schermi mobili, elevatori e nastri trasportatori. Un'altra variante consiste nell'esibire il repertorio francese in paesi francofoni utilizzando le stesse apparecchiature, mentre la terza variante viene utilizzata nel caso in cui ci siano seri problemi logistici nell'arena (o stadio) che deve ospitare lo show: Viene posto uno schermo al centro e molti riflettori intorno, creando così affascinanti giochi di luce da tutti e tre i lati.
Céline Dion e i suoi collaboratori cantano oltre 60 canzoni, divise fra inglesi e francesi. Di queste, circa 27 vengono cantate in ogni show, e una, Por que tu m'aimes encore, viene cantata durante l'intero tour. Questo è il singolo in lingua francese di Céline più venduto in assoluto, e uno dei pochissimi che hanno avuto un enorme successo anche in paesi non-francofoni. La Dion canterà anche diverse cover, tra cui: We Will Rock You e The Show Must Go On dei Queen e I Got the Feelin' e It's a Man's Man's Man's World di James Brown. Era inclusa anche la cover "I Got The Music In Me" di Kiki Dee, ma è stata rimossa dopo un concerto in Corea del Sud. In un concerto a New York il 15 settembre 2008 la Dion ha cantato "Because You Loved Me" con l'emergente cantante filippina Charice Pempengco. Questa performance è stata registrata e trasmessa nell'Oprah Winfrey Show.
Dopo lo show a Pretoria del 16 febbraio 2008, René Angélil ha riorganizzato i concerti, includendo alcuni cambiamenti ai costumi scelti da Annie Horth e altri piccoli cambiamenti all'elenco delle canzoni.

## Cantanti di apertura
- Jody Williams
- Yuna Ito
- Anthony Callea
- Arno Carstens
- Michaël Gregorio
- Il Divo
- Jon Mesek

- The Story's
- Nordstrøm
- Calaisa
- Lenka Filipová
- Natalia Lesz
- Gordie Brown (Toronto e Vancouver)
- Véronic Dicaire (Montréal)

## Scaletta del tour

### Anglofona
1. "I Drove All Night Remix" (Video)
2. "I Drove All Night"
3. "The Power of Love"
4. "Taking Chances"
5. Hits Medley: "It's All Coming Back to Me Now" / "Because You Loved Me" / "To Love You More"
6. "New Mego's Flamenco" (Dancers Instrumental Interlude)
7. "Eyes on Me"
8. "All by Myself"
9. "My Heart Will Go On Remix" (Video Interlude)
10. "I'm Alive Remix"
11. "Shadow of Love"
12. "Fade Away"1
13. "I'm Your Angel" (con Barnev Valsaint)
14. "Alone"
15. "Pour que tu m'aimes encore"1
16. "Think Twice" 1
17. "My Love"
18. "The Prayer" (con Andrea Bocelli su video)
19. Queen Medley: "We Will Rock You" / "The Show Must Go On"
20. Soul Medley: "Sex Machine" / "Soul Man" / "Lady Marmalade" / "Respect" / "I Got the Feelin'" / "It's a Man's Man's Man's World" (band e coristi, la Dion li raggiunge alla fine)
21. "That's Just the Woman in Me" 1
22. "Love Can Move Mountains"
23. "River Deep, Mountain High"
24. "My Heart Will Go On"

1 non interpretata a tutti i concerti 

### Francofona
1. "I Drove All Night Remix" (Video)
2. "I Drove All Night"
3. "J'irai où tu iras" (with Marc Langis)
4. "The Power of Love" 1
5. "Destin"
6. "Taking Chances" 1
7. "Et s'il n'en restait qu'une (je serais celle-là)" 1
8. "New Mego's Flamenco" (Dancers Instrumental Interlude)
9. "Eyes on Me"
10. "Ziggy" 1 oppure "L'amour existe encore" 1
11. "Dans un autre monde"
12. "All by Myself"
13. "My Heart Will Go On Remix" (Video Interlude)
14. "I'm Alive Remix"
15. "Je Sais Pas"
16. "My Love"
17. "S'il suffisait d'aimer"
18. "Alone" 1
19. "The Prayer" (con Andrea Bocelli) 1
20. Queen Medley: "We Will Rock You" / "The Show Must Go On"
21. Soul Medley: "Sex Machine" / "Soul Man" / "Lady Marmalade" / "Respect" / "I Got the Feelin'" / "It's a Man's Man's Man's World" (band e coristi, la Dion li raggiunge alla fine)
22. "Love Can Move Mountains"
23. "River Deep, Mountain High"
24. "My Heart Will Go On"
25. "Pour que tu m'aimes encore"

1 interpretata solo ad alcuni concerti